# Gli occhi della vita
Gli occhi della vita (Hysterical Blindness) è un film per la televisione statunitense del 2002, diretto dalla regista indiana (premiata l'anno prima con il Leone d'oro) Mira Nair e con protagoniste Uma Thurman e Juliette Lewis. Nel cast anche i veterani Gena Rowlands e Ben Gazzara, al loro terzo film insieme.

## Trama
1987, New Jersey. A Debby Miller è stata diagnosticata la “cecità isterica”, una condizione che a volte le causa un calo della vista. Insieme alla sua migliore amica Beth, ragazza madre, una sera va al loro bar preferito con l'intenzione di rimorchiare. Beth flirta con il barista e Debby si arrabbia con lei ed esce. Nel parcheggio incontra Rick. Lui non vuole avere molto a che fare con lei, ma Debby lo convince ad accompagnarla alla sua auto. Per ringraziarlo, si offre di pagargli da bere e gli dice che l'indomani sarà nello stesso bar. Il giorno dopo si incontrano di nuovo e Debby chiede a Rick di andare da qualche altra parte; alla fine si ritrovano a passare la notte a casa dell'uomo. Debby s'illude di aver trovato l'amore, ma Rick cerca solo un'avventura. 
La madre di Debby, Virginia, frequenta Nick, che vorrebbe che lei si trasferisse con lui in Florida. Debby è inizialmente ostile nei confronti del corteggiatore della madre, per poi ricredersi. Tempo dopo Nick muore d'infarto. 